# Paola Giannini
Paola Giannini Val (Santiago, 12 de abril de 1976) es una actriz de teatro, cine y televisión chilena.

## Vida
Estudió en el Colegio Craighouse de Santiago. Ingreso a estudiar Artes Plásticas a la universidad, pero al avanzar la carrera, cambió de opinión y decidió entrar a Teatro, estudiando en la Academia de Teatro de Fernando González Mardones.
Está casada con David Lewinsohn Correa, y tienen dos hijos: Samuel y Daniel Lewinsohn Giannini.

## Trayectoria
Ha participado en varias teleseries. Su debut en televisión fue en la exitosa producción de Televisión Nacional de Chile Amores de mercado, interpretando a Myriam, un personaje secundario.
Posteriormente apareció en Purasangre como Estefanía, una muchacha que estaba enamorada de su tío, rol a cargo de Luis Gnecco.
El año 2003 participó en la primera teleserie juvenil de TVN, 16, encarnando a Ariela Ortúzar, una maliciosa joven con bulimia, siendo este su primer rol antagónico. Ese mismo año se integró al elenco de Pecadores, en el papel de Magdalena Epifanía, quien se enamora de "El Piruja", un falso sacerdote interpretado por Benjamín Vicuña. También fue la voz de Clarita, en la serie animada homónima, cuál se produjo totalmente en Chile. Su última participación en la red estatal fue en la telenovela Destinos Cruzados, donde interpretó a Renata uno de los roles secundarios. 
El año 2005 emigra a Canal 13, para participar en la teleserie del segundo semestre Gatas y tuercas, personificando a la ambiciosa Karla Ulloa, la antagonista principal de la historia, demostrando todo su talento y versatilidad actoral, convirtiéndose así en el personaje más importante de la producción, opacando al resto del elenco y a los Protagonistas, siendo el motor de la historia. Este es su personaje televisivo más ovacionado por los medios y por el público. Curiosamente, justo antes del estreno de Gatas & Tuercas, se emite el último episodio de la exitosa Brujas, en donde aparece a modo de cameo, promocionando la teleserie sucesora y a su personaje.
En el 2006 obtiene su primer protagónico, Fernanda Ortiz, en la malograda Charly Tango.
Tras un año alejada de las teleseries, el 2008 hace una participación especial en el alargue de Lola como Chamila Maillard, para luego integrarse definitivamente al elenco, teniendo como objetivo vengarse de Vicky, rol a cargo de la actriz Elvira Cristi, quien en la ficción la humilló en la época escolar, siendo este su tercer antagónico.
En 2013, y tras 5 años alejada completamente de la televisión regresa como parte del elenco de la serie El hombre de tu vida, donde interpretará a Camila, una de las conquistas del protagonista de la serie que padece una enfermedad que la deja con graves complicaciones motoras. Este personaje le valió gran reconocimiento de parte de los críticos y del público, abalanzando así el índice de audiencia de la serie que subió de los 11 puntos del capítulo anterior a 15.
En 2015 es parte de los jueces del Festival de Cine de La Serena.
Actualmente, reside en La Serena, Región de Coquimbo, donde ha desarrollado gran parte de su vida familiar. Al no estar tan activa en la televisión como antes, acepta a menudo invitaciones de proyectos para cine o series televisivas, cuyo interés en participar le determine el trabajar por un tiempo establecido a Santiago.

## Filmografía

### Cine
| Año  | Título                     | Papel             | Director                         |
| ---- | -------------------------- | ----------------- | -------------------------------- |
| 2002 | Al más puro estilo         | Sandra            | Mauricio Bravo                   |
| 2002 | Paraíso B                  | Lorena            | Nicolás Acuña                    |
| 2009 | Las golondrinas de Altazor | Aurora            | Mauricio Álamo                   |
| 2011 | El circuito de Román       | Silvia Valenzuela | Sebastián Brahm                  |
| 2012 | De jueves a domingo        | Ana               | Dominga Sotomayor                |
| 2016 | Cenizas                    | Josefa            | Benjamín Rojo                    |
| 2019 | Ema                        | Raquel            | Pablo Larraín                    |
| 2019 | No basta con amar          | Lucía             | Cristián Mamani                  |
| 2021 | El pa(de)ciente            | Angélica          | Constanza Fernández              |
| 2021 | Redención                  | Fabiola           | Diego Rojas                      |
| 2022 | A puerta cerrada           | Carolina          | Javiera Cordero / Juan Cifuentes |
| 2022 | Ardiente paciencia         | Elba              | Rodrigo Sepúlveda                |
| 2023 | María mar                  | Eloísa            | Rocío Huerta                     |

### Televisión
| Año       | Título                            | Papel              |                             |
| --------- | --------------------------------- | ------------------ | --------------------------- |
| 2001      | Amores de mercado                 | Myriam Astudillo   | Reparto                     |
| 2002-2003 | Purasangre                        | Estefanía Reyes    | Reparto                     |
| 2003      | 16                                | Ariela Ortúzar     | Antagonista                 |
| 2003      | Pecadores                         | Magdalena Solís    | Reparto                     |
| 2004-2005 | Destinos cruzados                 | Renata Méndez      | Reparto                     |
| 2004      | Clarita                           | Clarita (Voz)      | Papel principal             |
| 2005      | Brujas                            | Paola              | Participación especial      |
| 2005-2006 | Gatas y tuercas                   | Karla Ulloa        | Antagonista.                |
| 2006      | Charly Tango                      | Fernanda Ortiz     | Papel principal             |
| 2007-2009 | Héroes                            | Josefa Portales    | Papel coprincipal           |
| 2007-2008 | Lola                              | Chamila Maillard   | Antagonista                 |
| 2010      | 12 días que estremecieron a Chile | María Pastrián     | Episodio: Terremoto de 2010 |
| 2013      | El hombre de tu vida              | Camila Valencia    | 1 episodio.                 |
| 2013      | Infieles                          | Lidia Meneses      | 1 episodio                  |
| 2014-2015 | Valió la pena                     | Daniela            | 11 episodios                |
| 2015      | Príncipes de barrio               | Graciela Henríquez | Papel coprincipal           |
| 2017      | 62: Historia de un mundial        | Juanita Barros     | Papel coprincipal           |
| 2017      | Vidas en riesgo                   | Soledad            |                             |
| 2018      | Santiago paranormal               | María              | Episodio: Exorcismo         |
| 2020      | Dignidad                          | Carmen Ramírez     | Reparto                     |
| 2022      | 42 días en la oscuridad           | Mónica             |                             |

## Premios
| Año  | Premio           | Categoría                                        | Obra                       | Resultado |
| ---- | ---------------- | ------------------------------------------------ | -------------------------- | --------- |
| 2003 | Premios Altazor  | Mejor actriz de televisión                       | 16                         | Nominada  |
| 2004 | Premios Altazor  | Mejor actriz de teatro                           | Mano de obra               | Nominada  |
| 2006 | Premios Altazor  | Mejor actriz de televisión                       | Gatas y tuercas            | Nominada  |
| 2014 | Premios Altazor  | Mejor actriz de cine                             | De jueves a domingo        | Nominada  |
| 2018 | Premios Caleuche | Mejor actriz de soporte en series y/o miniseries | 62: Historia de un mundial | Nominada  |
| 2021 | Premios Caleuche | Mejor actriz de soporte en cine                  | Ema                        | Ganadora  |
| 2022 | Premios Caleuche | Mejor actriz de soporte en series y/o miniseries | Dignidad                   | Ganadora  |
| 2023 | Premios Caleuche | Mejor actriz de soporte en cine                  | El pa(de)ciente            | Ganadora  |
| 2024 | Premios Caleuche | Mejor actriz de soporte en cine                  | Ardiente paciencia         | Nominada  |

## Otras apariciones
- Clarita (2004) - Clarita (voz).